# Coyol Seco, Veracruz
Coyol Seco är en ort i Mexiko.   Den ligger i kommunen Ixcatepec och delstaten Veracruz, i den sydöstra delen av landet, 230 km nordost om huvudstaden Mexico City. Coyol Seco ligger 270 meter över havet och antalet invånare är 171.
Terrängen runt Coyol Seco är huvudsakligen platt, men österut är den kuperad. Coyol Seco ligger uppe på en höjd. Runt Coyol Seco är det ganska tätbefolkat, med 80 invånare per kvadratkilometer. Närmaste större samhälle är Ixcatepec, 5,2 km norr om Coyol Seco. Trakten runt Coyol Seco består till största delen av jordbruksmark.